# IC 1833
IC 1833 је лентикуларна галаксија у сазвјежђу Пећ која се налази на листи објеката дубоког неба у Индекс каталогу.
Деклинација објекта је - 28° 10' 18" а ректасцензија 2h 41m 38,6s. Привидна величина (магнитуда) објекта IC 1833 износи 13,1 а фотографска магнитуда 14,1. IC 1833 је још познат и под ознакама ESO 416-7, MCG -5-7-13, PGC 10205.